# Дербин (Гомельская область)
Дербин (бел. Дзербін) — деревня в Октябрьском районе Гомельской области Беларуси. В составе Волосовичского сельсовета.

## География

### Расположение
В 25 км на юго-восток от Октябрьского, 28 км от железнодорожной станции Рабкор (на ветке Бобруйск — Рабкор от линии Осиповичи — Жлобин), 182 км от Гомеля.

## Транспортная сеть
Рядом автодорога Октябрьский — Озаричи. Планировка состоит из двух прямолинейных, параллельных между собой меридиональных улиц, застроенных двусторонне, неплотно, деревянными усадьбами. В 1986-87 годах построено 50 кирпичных домов, в которых разместились переселенцы из загрязнённых радиацией в результате катастрофы на Чернобыльской АЭС мест.

## История
По письменным источникам известна с начала XX века. В 1931 году организован колхоз «Гигант Полесья», работала кузница.
Во время Великой Отечественной войны немецкие оккупанты в апреле 1942 года сожгли 47 дворов, убили 283 жителя. Около деревни каратели создали лагерь, где принудительно содержались люди, работающие на строительстве укреплений. В боях за освобождение деревни и окрестности в январе-июне 1944 года погибли 237 солдат 130-й стрелковой дивизии и 215-й отдельной истребительной противотанковой дивизии (похоронены в братской могиле в центре деревни). 34 жителя погибли на фронте.
Согласно переписи 1959 года центр колхоза имени А. М. Горького. Работают начальная школа, Дом культуры, библиотека, детский сад, фельдшерско-акушерский пункт, комплексный приёмный пункт бытового обслуживания, отделение связи, 2 магазина.

## Население

### Численность
- 2004 год — 127 хозяйств, 357 жителей.

### Динамика
- 1925 год — 44 двора.
- 1940 год — 75 дворов, 405 жителей.
- 1959 год — 157 жителей (согласно переписи).
- 2004 год — 127 хозяйств, 357 жителей.

## Культура
- Дербинский сельский Дом культуры — филиал ГУК «Центр культурно-досуговой деятельности Октябрьского района»

## Достопримечательность
- Братская могила (номер воинского захоронения 3651)[2][3].
  - Памятник на братской могиле советских воинов, погибших в годы Великой Отечественной войны[3].

## Галерея

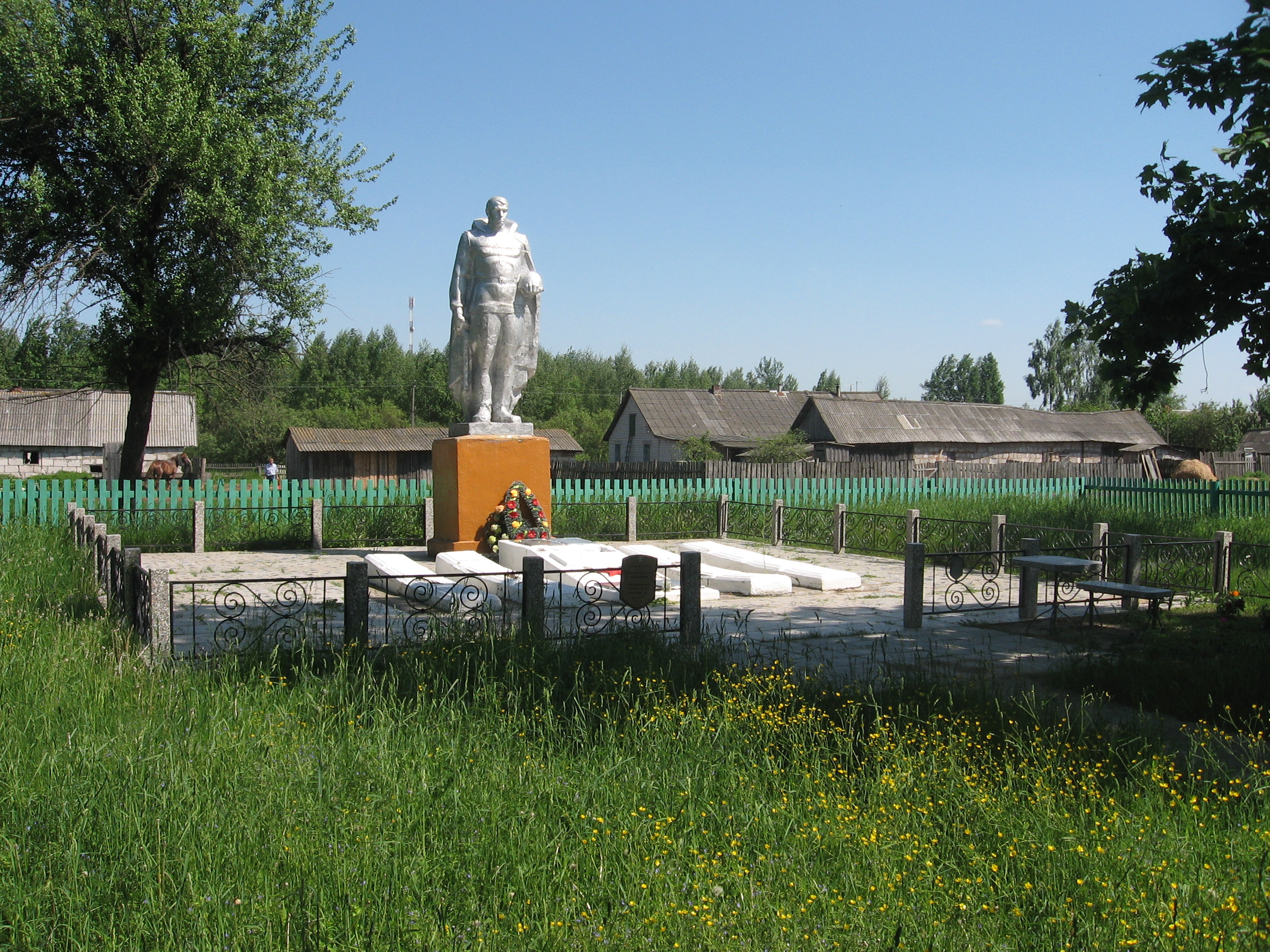
Братская могила
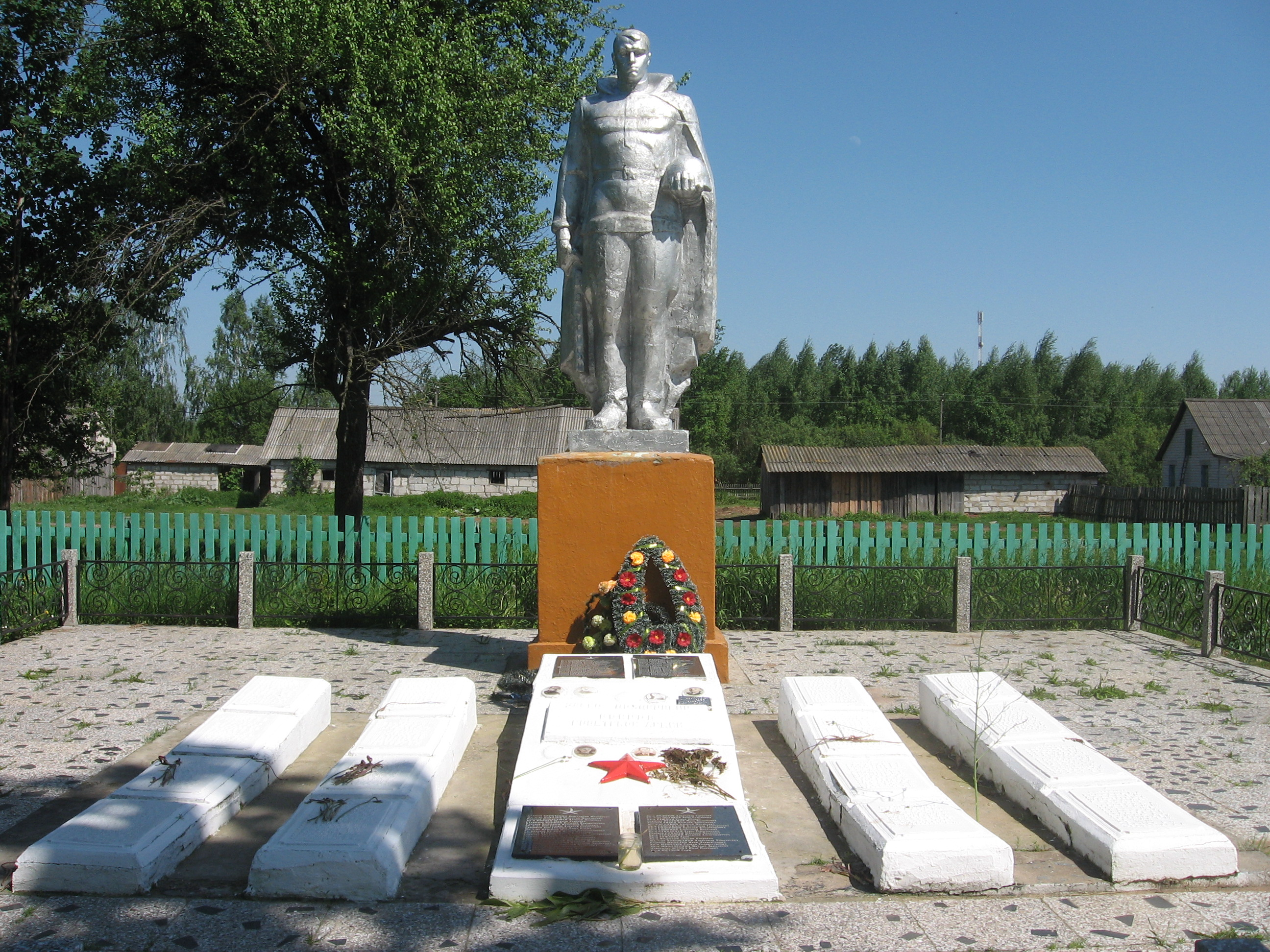
Братская могила
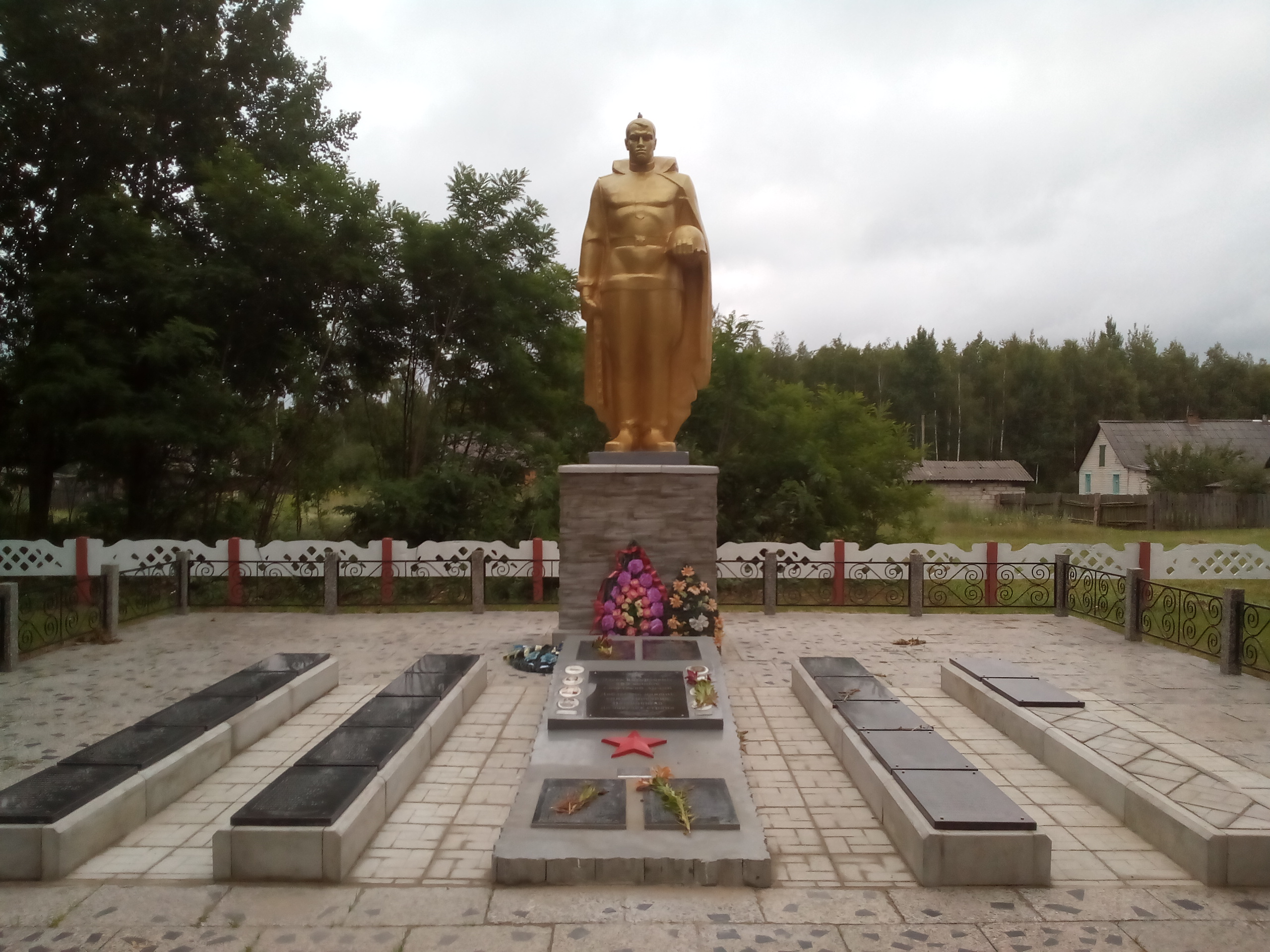
Памятник погибшим советским воинам-освободителям